# Одзора

43°54′43″ пн. ш. 144°10′21″ сх. д. / 43.91194° пн. ш. 144.17250° сх. д.
О́дзора (яп. 大空町, おおぞらちょう, МФА: [oːd͡zoɾa t͡ɕoː]) — містечко в Японії, в повіті Абасірі округу Охотськ префектури Хоккайдо. Станом на 1 жовтня 2008 року площа містечка становила 343,62 км². Станом на 31 березня 2017 населення містечка становило 7364 осіб.